# Lake Cavanaugh
Lake Cavanaugh es un lugar designado por el censo ubicado en el condado de Skagit en el estado estadounidense de Washington.

## Geografía
Lake Cavanaugh se encuentra ubicado en las coordenadas 48°19′33″N 122°1′13″O / 48.32583, -122.02028.

## Demografía
En el año 2000 tenía una población de 112 habitantes.Según la Oficina del Censo, los ingresos medios por hogar en la localidad eran de $66.250, y los ingresos medios por familia eran $95.012. Los hombres tenían unos ingresos medios de $35.096 frente a los $0 para las mujeres. La renta per cápita para la localidad era de $32.195. Alrededor del 0,0% de la población estaban por debajo del umbral de pobreza.
Según el censo de 2020, la población ascendió a 200 habitantes, con una edad media de 74,7 años. La tasa de empleo estimada para el 2022 era de 15,8%.